# نيل جوليانو
نيل جوليانو (بالإنجليزية: Neil Giuliano)‏ هو سياسي أمريكي، ولد في 26 أكتوبر 1957. حزبياً، نشط في الحزب الجمهوري.